# Tomophyllum duriusculum
Tomophyllum duriusculum är en stensöteväxtart som först beskrevs av Christ, och fick sitt nu gällande namn av Barbara S. Parris. Tomophyllum duriusculum ingår i släktet Tomophyllum och familjen Polypodiaceae. Inga underarter finns listade.